# Druento
Druento (AFI: /druˈεnto/; già Druent /druˈεnt/ prima del fascismo e tuttora così in piemontese, [dryˈεŋt]) è un comune italiano di 8 985 abitanti della città metropolitana di Torino, in Piemonte.
Il toponimo Druent, rimasto fino agli anni trenta del Novecento, è una forma di superlativo assoluto dell'aggettivo dru (AFI: [ˈdryː]) e significa dunque "fertilissimo".

## Geografia fisica
Druento sorge su una pianura tendente al collinare tra i monti givolettesi e la pianura ospitante Torino. Fa parte di quell'insieme di comuni che costituiscono la prima cintura ovest della periferia torinese. La città è bagnata dal torrente Ceronda nel quale, appena a nord del capoluogo, confluisce il Casternone.
Druento è diviso in diverse zone e borghi ed ha un centro "storico" visibilmente differente a livello di costruzioni dalle aree nuove su cui sorgono numerosi condomini e ville a schiera.
 Druento condivide con altri comuni il parco regionale La Mandria.

## Storia
I primi riferimenti al nome Druent si hanno nel 1196, quando Enrico, signore della Viscontea di Baratonia, in un documento relativo ad una donazione di un monastero lo cita. Successivamente il 12 febbraio 1263 i signori Guglielmo Aynardi, Giovanni Aynardi (signori di Rubianetta), Pietrino Frotta, Giovanni Frotta, Giovanni Grasso e Raimondo Attone stipulano un atto in cui affermano di impegnarsi a costruire un borgo con i propri mezzi, oltre il torrente Ceronda, come riparo nel caso di una interruzione delle comunicazioni con Torino. I fratelli Aynardi costruirono quindi un castello, sulla cima della collina che sovrastava il borgo e successivamente ci fu un fiorire di case e strutture tutto intorno alla fortezza. Venne così costruita la chiesa di San Michele accanto al castello e furono sollevate le mura di cinta che chiudevano il borgo lungo le rive dei canali e dei fossati scavati per prevenire attacchi di assalitori. Nel XV secolo il feudo passò nelle mani della famiglia Alaxini-d'Alascio, discendenti dalla famiglia Alaxini-Alascio. Giacomo de Alaxio rettore dell'Università di Tolosa vendette parte del feudo al duca Emanuele Filiberto di Savoia nel 1755.

### Simboli
Gli Aynardi scelsero come simbolo del nuovo insediamento una pianta di salvia che all'epoca era già conosciuta per le sue proprietà medicinali e con essa si volle far intendere che il borgo rappresentava una salvezza dal pericolo delle acque della Ceronda e che esso nasceva in un luogo salubre, nel punto più fertile di tutto il territorio di Rubianetta. All'originaria pianta di salvia, vennero aggiunte nel tempo due falci addossate, piantate nel terreno ed inclinate verso il gambo. Il disegno definitivo venne sancito con delibera del consiglio comunale del 6 maggio 1932 e lo stemma venne ufficialmente riconosciuto con D.P.C.M. del 21 ottobre 1946.
Una versione dello stemma è descritta nella Bibliografia storica degli Stati della monarchia di Savoia del 1893.
Il gonfalone è un drappo di azzurro.

## Monumenti e luoghi di interesse
- La chiesa parrocchiale di San Michele è la più grande e solenne di Druento e si trova in cima alla collina che sovrasta il paese, alle spalle del castello. Qui vengono celebrati i matrimoni e gli altri riti cattolici più importanti. Inoltre, grazie alla sua posizione, da qui è possibile godere dell'intera panoramica della città
- La chiesa di Santa Maria della Stella conserva la statua della Madonna col Bambino, opera del 1705 di Carlo Giuseppe Plura
- Chiesa di San Sebastiano, nel centro storico
- Castello dei Laghi nel parco de La Mandria
- La Bizzarrìa
- La chiesetta di San Giuliano: sita all'interno del Parco della Mandria, a pochi passi dalla Cascina Rubianetta ed dal Centro Internazionale del Cavallo. Di origine duecentesca, conserva pregevoli affreschi del XV secolo
- Complesso scolastico (scuola elementare Anna Frank e scuola media Don Lorenzo Milani): il complesso, articolato su 3 edifici, con i suoi prati e i suoi numerosi alberi costituisce una piccola oasi nell'area prevalentemente costituita da abitazioni private e complessi di condomini.

## Economia

### Agricoltura e allevamento
Dotata di un territorio ricco di suoli ad alta fertilità, Druento è circondata da terreni liberi destinati all'agricoltura intensiva del granturco e del grano e all'allevamento di ovini e bovini.

### Industria
Come gli altri comuni della cintura torinese, Druento ha ospitato molti immigrati che dalle campagne piemontesi, dal sud Italia e dalle Tre Venezie cercavano lavoro nelle grandi città del nord. La maggior parte di questi erano operai della Fiat o di fabbriche dell'indotto. Col tempo sullo stesso territorio druentino sorsero fabbriche e industrie manifatturiere per la creazione di componentistica per auto, come ad esempio la Trico Italy (la vecchia Champion Spark Plug), mentre per la produzione di cavi elettrici la Mantovani & Serazzi ed infine per la produzione di vernici la Covema Vernici.

Per la produzione di componentistica per mezzi pubblici esisteva la Cavisedo, ormai fallita, ma presente con i suoi prodotti su molti mezzi di trasporto italiani.

### Commercio
Druento ha un lungo asse viario (costituito dalle via Roma e via Torino) su cui si affacciano la maggior parte degli esercizi commerciali della cittadina. Il centro storico, rifatto da pochi anni, viene chiuso per la manifestazione "Festa del Villaggio" che si tiene a cadenza irregolare durante le stagioni calde in cui tutti i commercianti sono chiamati a tenere aperti i propri negozi, oltre il normale orario di apertura, ed esporre bancarelle lungo la via. In queste occasioni vengono venduti anche prodotti tipici piemontesi, specialmente miele e cioccolato.
Il mercato settimanale si svolge ogni mercoledì e sabato mattino lungo il viale alberato corso Carlo Brero.

### Altri settori
Come per l'industria, la maggior parte dei residenti ha un lavoro all'esterno della città, un grosso numero si sposta ogni mattina a Torino e verso le città limitrofe. Druento ha poi diversi esercizi di carattere sportivo, costituiti dall'oratorio "L'Isola che c'è" (con i suoi campi di calcetto, pallacanestro, pallavolo e le sue numerose attività), dal palazzetto dello sport (tennis, arti marziali, palestre, pallacanestro, pallavolo) e dal centro Golf Druento.

Druento è sede del Centro Internazionale del Cavallo centrointernazionaledelcavallo.it, uno dei complessi inseriti nel progetto La Venaria Reale, tra cui la stessa Reggia .

### Turismo
Il comune di Druento ha realizzato una guida turistica ed una cartina del paese  scaricabili gratuitamente dal sito istituzionale del Comune.

Da alcuni anni è stata istituita, in viale Medici del Vascello, a pochi metri dall'entrata del parco La Mandria, un'area dedicata alla sosta dei camper, dotata di ogni comodità, e numerosi sono i turisti che ne usufruiscono per accedere al parco o visitare la vicina reggia di Venaria. Per chi è invece interessato a visitare il parco La Mandria in bicicletta vi è un nolo bici all'interno dell'area sosta camper di viale Medici del Vascello.

## Infrastrutture e trasporti

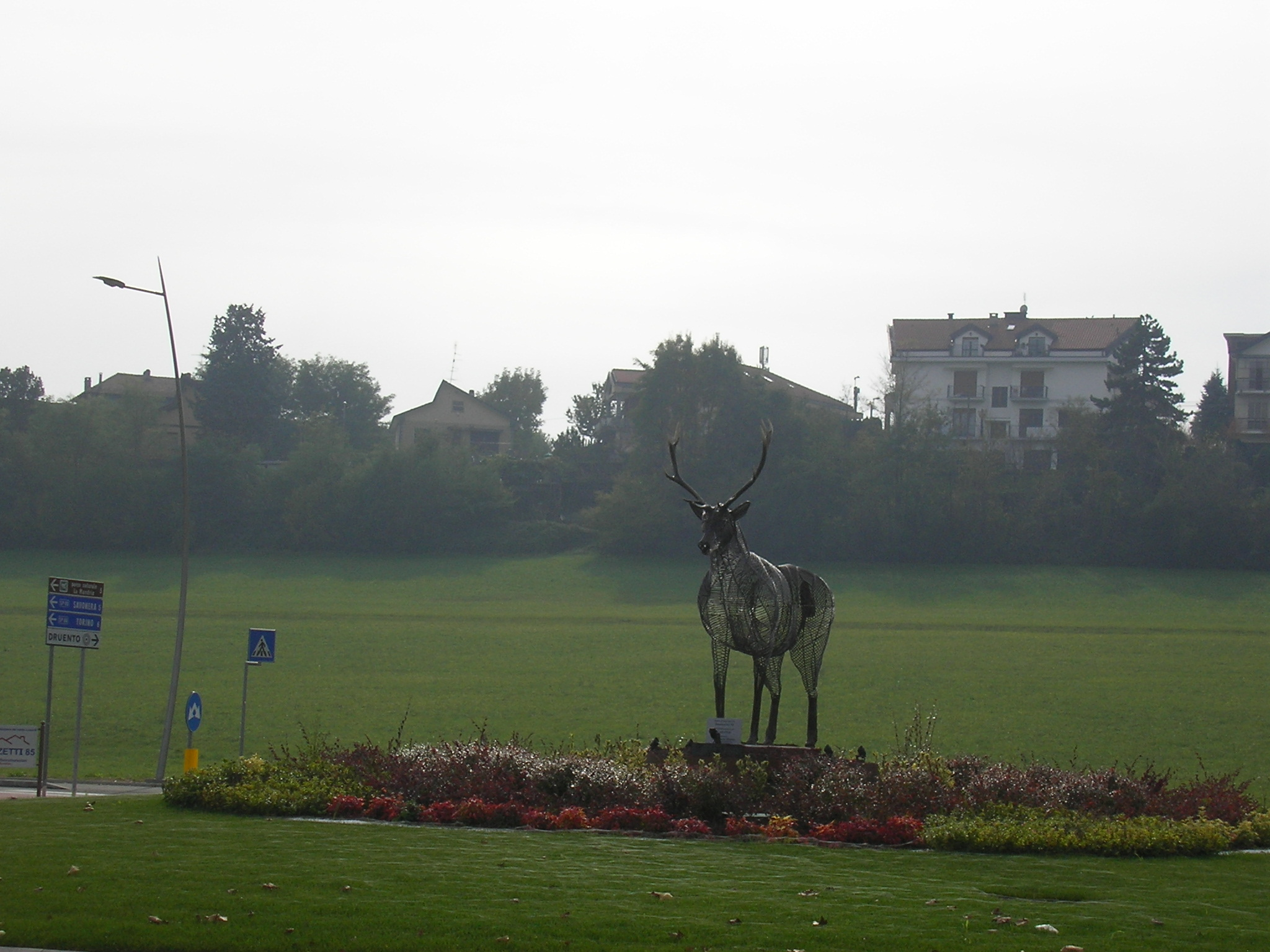
Rotatoria alla periferia di Druento

La strada provinciale numero 8 Torino-Druento collega i comuni montani della fascia ovest al capoluogo.
Il comune di Druento è collegato a Torino mediante austoservizi gestiti da GTT, tra cui l'autobus 59 che in 40 minuti porta in piazza Solferino, in pieno centro storico di Torino.
Dal 1884 al 1951 Druento fu capolinea di una tranvia proveniente da Torino: la localizzazione del capolinea è attualmente ricordata da un parcheggio denominato "Stazione".

## Amministrazione
Di seguito è presentata una tabella relativa alle amministrazioni che si sono succedute in questo comune.
| Periodo         | Periodo        | Primo cittadino    | Partito                                                        | Carica  | Note   |
| --------------- | -------------- | ------------------ | -------------------------------------------------------------- | ------- | ------ |
| 23 ottobre 1987 | 20 luglio 1990 | Ezio Pelissetti    | Partito Comunista Italiano                                     | Sindaco | [ 11 ] |
| 20 luglio 1990  | 24 aprile 1995 | Ezio Pelissetti    | Partito Comunista Italiano, Partito Democratico della Sinistra | Sindaco | [ 11 ] |
| 24 aprile 1995  | 14 giugno 1999 | Michelangelo Brero | centro-sinistra                                                | Sindaco | [ 11 ] |
| 14 giugno 1999  | 14 giugno 2004 | Michelangelo Brero | centro-sinistra                                                | Sindaco | [ 11 ] |
| 14 giugno 2004  | 8 giugno 2009  | Carlo Vietti       | centro-sinistra                                                | Sindaco | [ 11 ] |
| 8 giugno 2009   | 26 maggio 2014 | Carlo Vietti       | lista civica                                                   | Sindaco | [ 11 ] |
| 26 maggio 2014  | 27 maggio 2019 | Sergio Bussone     | lista civica Druento domani                                    | Sindaco | [ 11 ] |
| 27 maggio 2019  | 10 giugno 2024 | Carlo Vietti       | lista civica Insieme per Druento                               | Sindaco | [ 11 ] |

## Cultura

### Biblioteca
A Druento è presente la biblioteca civica, dotata di un fondo su storia e tradizioni locali.

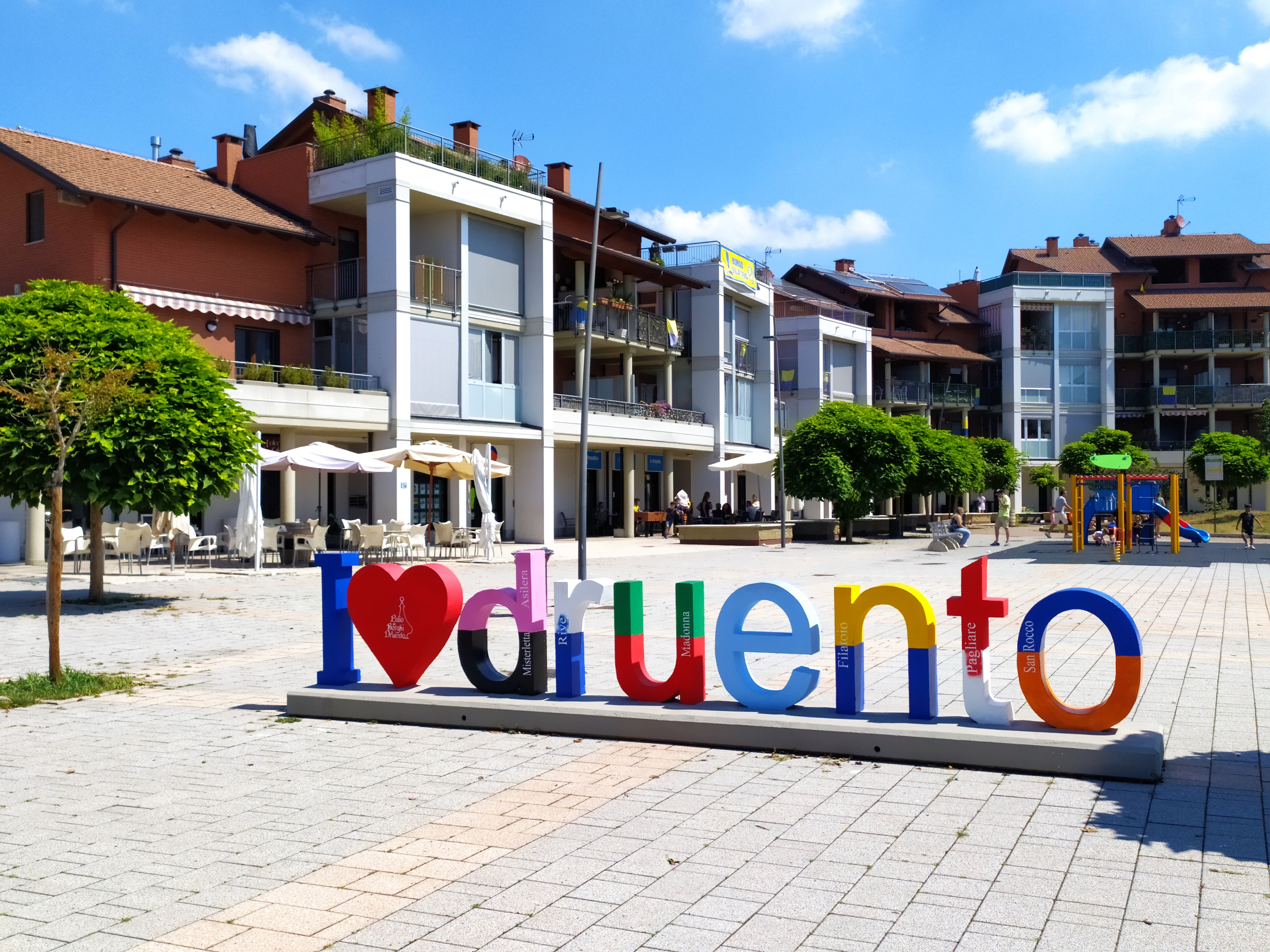
Installazione colorata piazza del Filatoio a Druento

### Ricorrenze e feste
- Festa patronale per N.S. Signora del Rosario il 2 ottobre. In questa occasione per diversi giorni si susseguono festeggiamenti nella piazza principale del paese (Piazza Oropa) con l'allestimento di un piccolo Luna Park
- Festa del Villaggio - festa di carattere commerciale in cui la domenica i negozi del centro (che viene chiuso al traffico) rimangono aperti anche la sera
- Miss Druento - manifestazione svolta nel Palazzetto dello Sport nata nel 2005 in cui viene eletta Miss Druento. Durante la serata si può assistere inoltre a sfilate di abiti per bambini e all'esibizione di artisti locali
- Premio Letterario Druento - premio annuale a cui è possibile partecipare con racconti brevi e poesie in lingua piemontese
- Festa di San Giulianx Freedom (all'interno del Parco Regionale La Mandria) nell'ultima domenica di agosto
- Festa del Borgo Filatoio - Allestimento di un piccolo "Luna Park" nel mese di maggio
- Campionati Nazionali ed Internazionali di Dressage - Presso il Centro Internazionale del Cavallo, sito all'interno del Parco Regionale La Mandria alla cascina Rubianetta, si svolgono annualmente i Campionati Nazionali ed Internazionali di tale disciplina equestre. Durante il corso dell'anno, il Centro è aperto per lo svolgimento degli allenamenti

## Società

### Evoluzione demografica
La popolazione è raddoppiata negli ultimi cinquant'anni, a partire dal 1961, come altri comuni dell'hinterland torinese.
Abitanti censiti

### Stranieri
Secondo i dati Istat al 31 dicembre 2017, i cittadini stranieri residenti a Druento sono 626, così suddivisi per nazionalità, elencando per le presenze più significative:
1. Romania, 511
2. Marocco, 22

## Problemi ambientali
Il 6 aprile 2012, su disposizione della Procura della Repubblica, funzionari della Procura, Arpa e Provincia hanno effettuato il sequestro preventivo dell'impianto di compostaggio CIDIU, (ex PUNTO AMBIENTE S.r.l. di proprietà per il 98% di CIDIU S.p.A. e per il 2% del Comune di Druento).
Tale impianto, destinato alla trasformazione in compost della frazione organica dei rifiuti solidi urbani è stato più volte indicato quale responsabile degli odori che hanno contaminato l'aria di Druento, Pianezza, Collegno e Torino Ovest.
La chiusura, fortemente criticata dal Sindaco, è stata accolta con sollievo dai cittadini che da due anni erano afflitti dai cattivi odori con conseguente riduzione della qualità della vita e del valore degli immobili.

## Sport

### Calcio
La squadra di calcio a 11, la Druentina, milita in Promozione, mentre quella di calcio a 5, la Polisportiva Druento, gioca nel campionato di C2.